# Sophienkirche (Berlin)
Die Sophienkirche ist eine evangelische Kirche in der Spandauer Vorstadt des Berliner Ortsteils Mitte im gleichnamigen Bezirk. Die Kirche gehört zur Evangelischen Kirchengemeinde am Weinberg (bis 31. Dezember 2013: Evangelische Kirchengemeinde Sophien) im Kirchenkreis Berlin Stadtmitte der Evangelische Kirche Berlin-Brandenburg-schlesische Oberlausitz. Das Gotteshaus wurde in seiner grundsätzlich erhaltenen Form zu Beginn des 18. Jahrhunderts errichtet, im Laufe der Jahrhunderte mehrfach um- und angebaut und steht seit dem 20. Jahrhundert unter Denkmalschutz.

## Lage
Das Kirchengebäude ist geostet und steht zwischen der Sophienstraße und der Großen Hamburger Straße, die schräg aufeinander zulaufen. Südlich an das Kirchengelände schließt sich die von der Sophiengemeinde betriebene Kita an. Um die Kirche herum zieht sich ein seit langer Zeit nicht mehr genutzter Kirchhof, der unmittelbar nordwestlich an die Hackeschen Höfe grenzt.
Neben einer Reihe von Gräbern aus den letzten Tagen des Zweiten Weltkriegs an der angrenzenden Sophienstraße finden sich als prominenteste Gräber die von Anna Louisa Karsch, Carl Friedrich Zelter, dem zweiten Direktor der Sing-Akademie zu Berlin und dem Historiker Leopold von Ranke.

## Geschichte

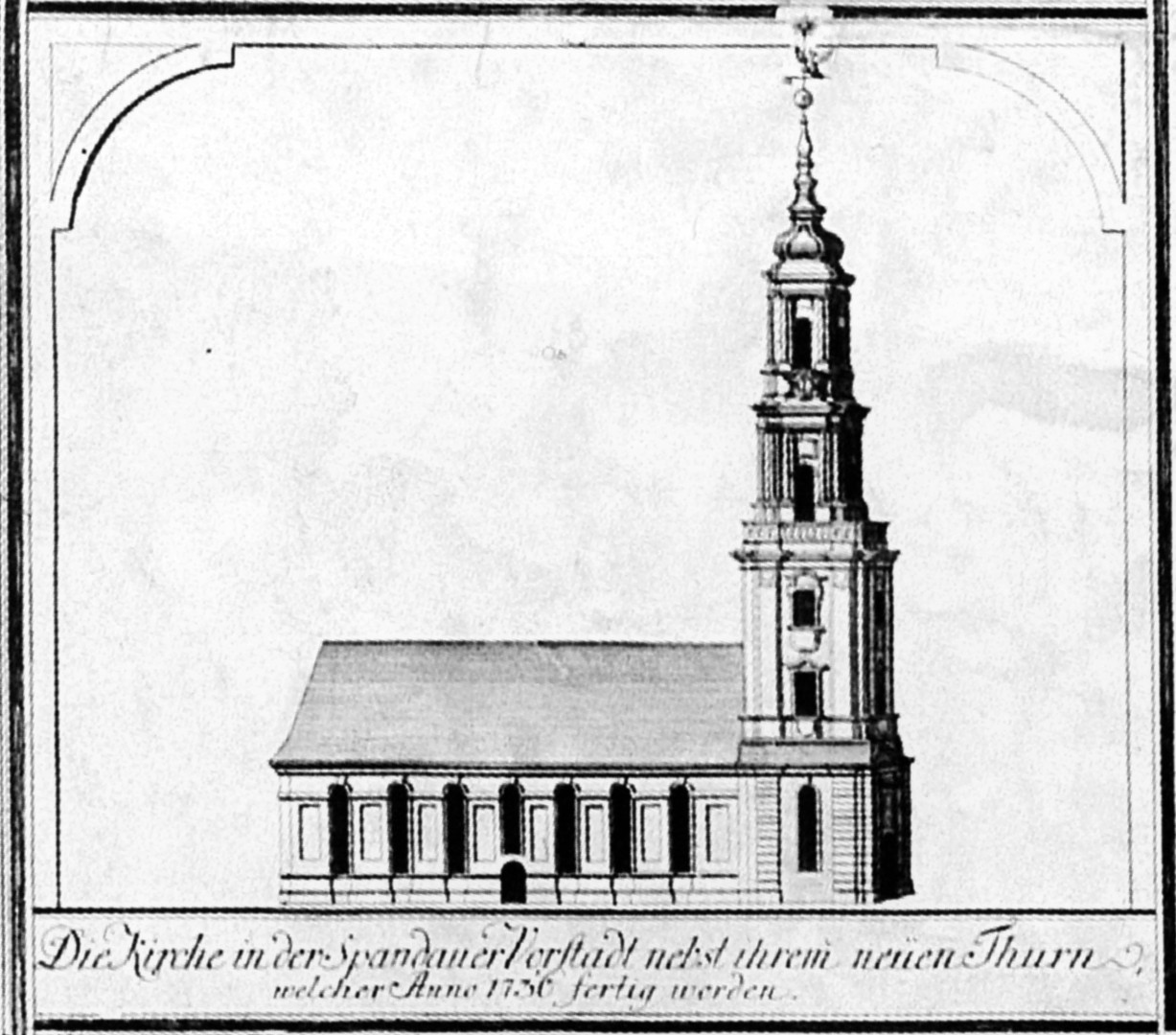
Sophienkirche mit Barockturm, 1738

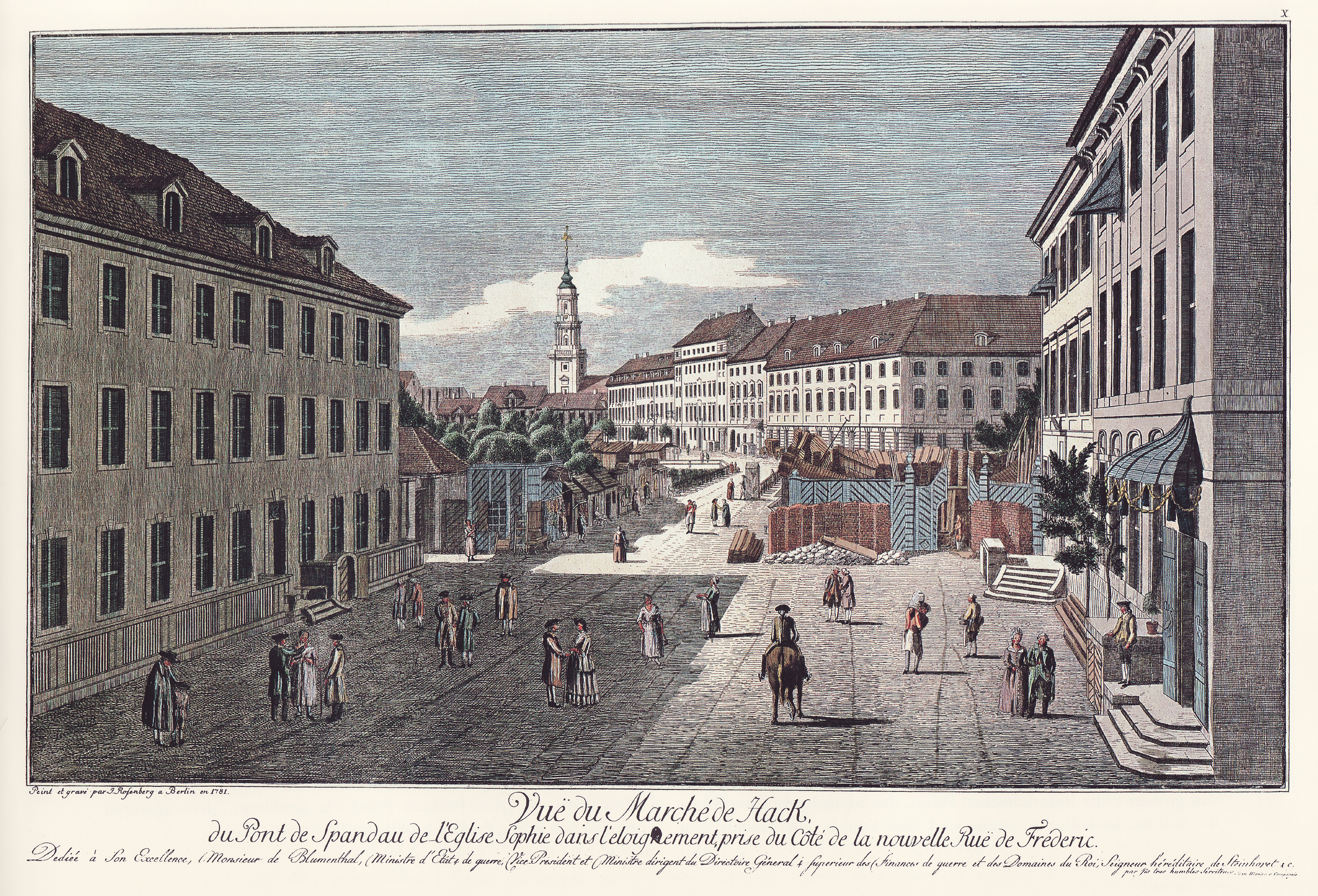
Blick von der Neuen Friedrichstraße über die Spandauer Brücke zum Hackeschen Markt und in die Oranienburger Straße mit der Sophienkirche, 1781

Die Sophienkirche wurde als Saalbau nach dem Konzept und den Plänen des Baumeisters Philipp Gerlach erbaut. Die Grundsteinlegung am 6. Juni 1712 fiel noch in die Regierungszeit König Friedrichs I. von Preußen. Nach dem Tod ihres Mannes am 25. Februar 1713 war die ursprünglich vorgesehene Namensgeberin Sophie Luise von Mecklenburg-Schwerin (1685–1735), Friedrichs dritte Ehefrau, bei der Einweihung des Gotteshauses dem neuen König Friedrich Wilhelm I. als Namensgeberin höchst unerwünscht. Die Kirche erhielt am 18. Juni 1713 bei ihrer Einweihung deshalb den Namen Spandauische Kirche nach ihrer Lage in der Spandauer Vorstadt. Erst unter dem Nachfolger König Friedrich II. erhielt sie den ursprünglich vorgesehenen Namen nach Sophie Luise, Sophienkirche.
Der barocke Kirchturm wurde in den Jahren 1732–1734 durch den Turmbaumeister Johann Friedrich Grael angefügt. Seine Pläne waren zugleich eine Reminiszenz an den von Andreas Schlüter entworfenen Münzturm, der noch während seiner Bauzeit eingestürzt war.
Kanzel, Altar und Taufbecken befanden sich ursprünglich zentral vor der Mitte der Südwand. Zweigeschossige Holzemporen umliefen den ganzen Raum. Im Jahr 1833 wurde der Altar vor die Ostwand gestellt.
In den Jahren 1891/1892 erfolgte ein Umbau der Kirche im neobarocken Stil nach Entwürfen des Baurats Friedrich Schulze (als Behördenvertreter) und des Architektenbüros  Kyllmann & Heyden. Ausführender Architekt war Kurt Berndt. Die Decke wurde erhöht – womit eine Erneuerung des Dachstuhls einherging – und der Fußboden abgesenkt sowie an der östlichen Schmalseite in den rechteckigen Grundriss eine Altarnische eingefügt. Wandgliederung und Dekor – auch die auf einem Strahlenkranz gelegene überdimensionale Rocaille an der Decke – gehen fast vollständig auf diesen Umbau zurück. Dem Kirchengebäude wurde bei diesen Arbeiten auf der Ostseite ein Schweifgiebel vorgesetzt.
Die Kirche erhielt 1893 elektrische Beleuchtung: von den 265 Glühlampen kamen 78 auf den großen Kronleuchter.
In den Jahren 1903–1905 errichtete die Sophiengemeinde beiderseits des Kirchenvorplatzes ein Ensemble aus fünfgeschossigen Wohnhäusern im neobarocken Stil (Adresse: Große Hamburger Straße 29–31). Diese sind zur Straße hin mit einem dreiteiligen Tor verbunden, das außerhalb der Kirchenöffnungszeiten abgeschlossen werden kann. Verkupferte belvedereartige Aufbauten bekrönen die schlanken Eckrisalite an den Häuserwänden.
Im Zweiten Weltkrieg blieb der Sakralbau weitestgehend unzerstört und konnte nach Kriegsende schnell wieder für Gottesdienste und andere christliche Feiern genutzt werden.

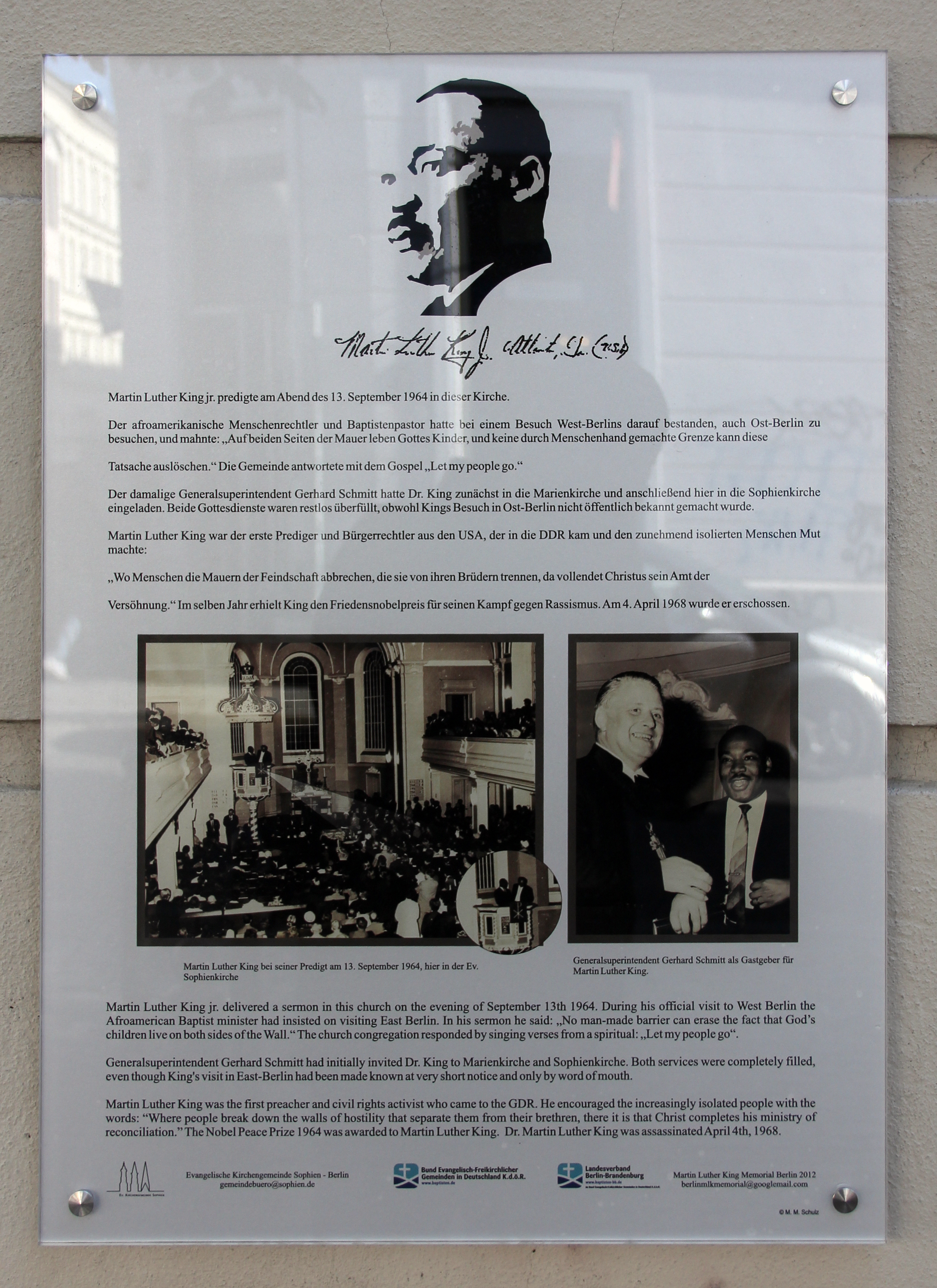
Gedenktafel für den Besuch von Martin Luther King

Am 13. September 1964 predigte der US-amerikanische Bürgerrechtler Martin Luther King bei einem überraschenden Besuch in Ost-Berlin in der Sophienkirche.
In der DDR-Zeit wurde dem Erhalt der Kirche wenig Aufmerksamkeit gewidmet. So konnten erst nach der politischen Wende größere Sanierungs- und Reparaturarbeiten erfolgen. Noch im Jahr 2010 waren Gerüste und Absperrungen an und rund um den Kirchenbau zu sehen, einerseits um zu verhindern, dass Steine oder Putz herabfallen konnten, andererseits um die Sanierung durchführen zu können.

## Architektur

### Außenbeschreibung
Turm

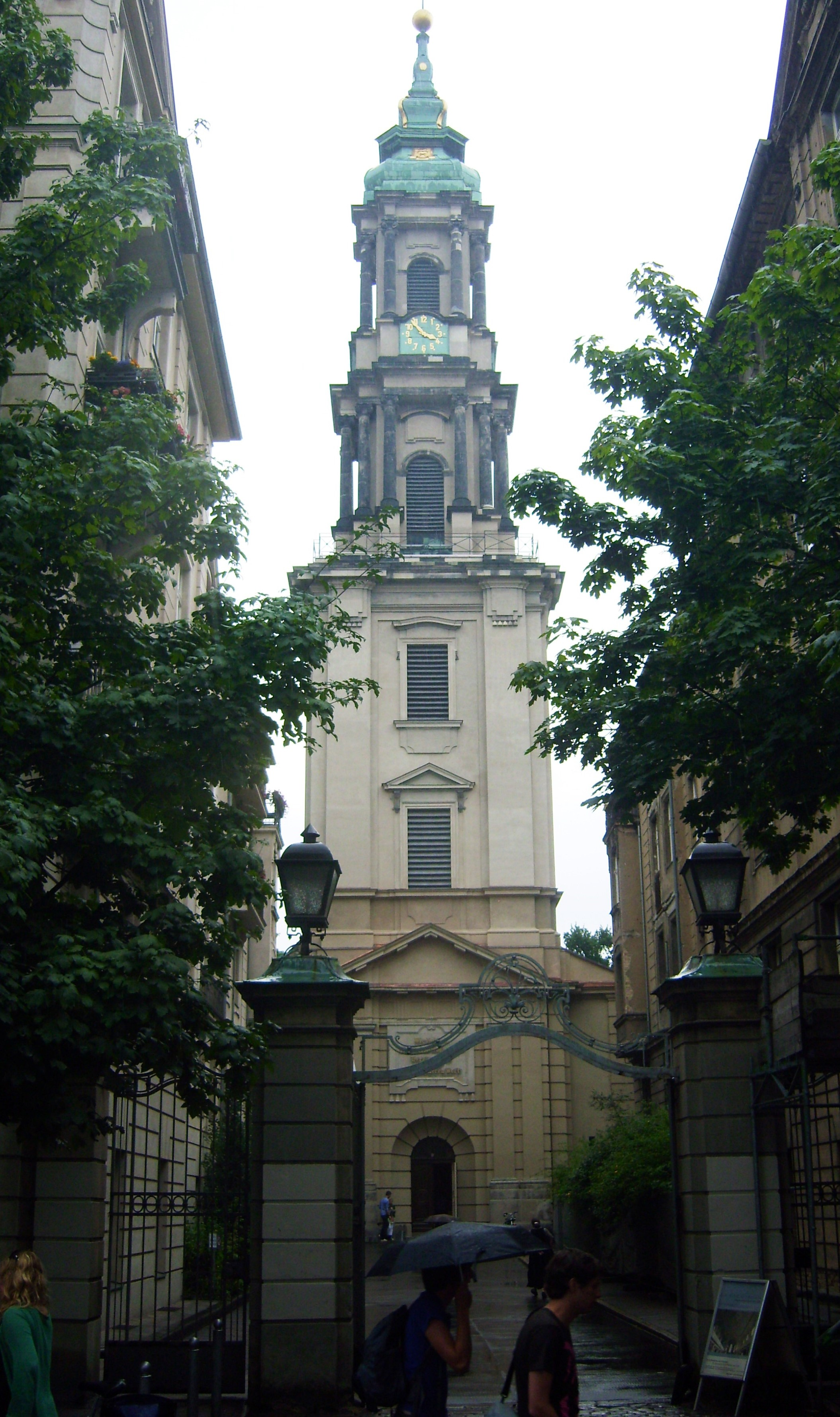
Vorderansicht Eingang Große Hamburger Straße mit den Portalhäusern

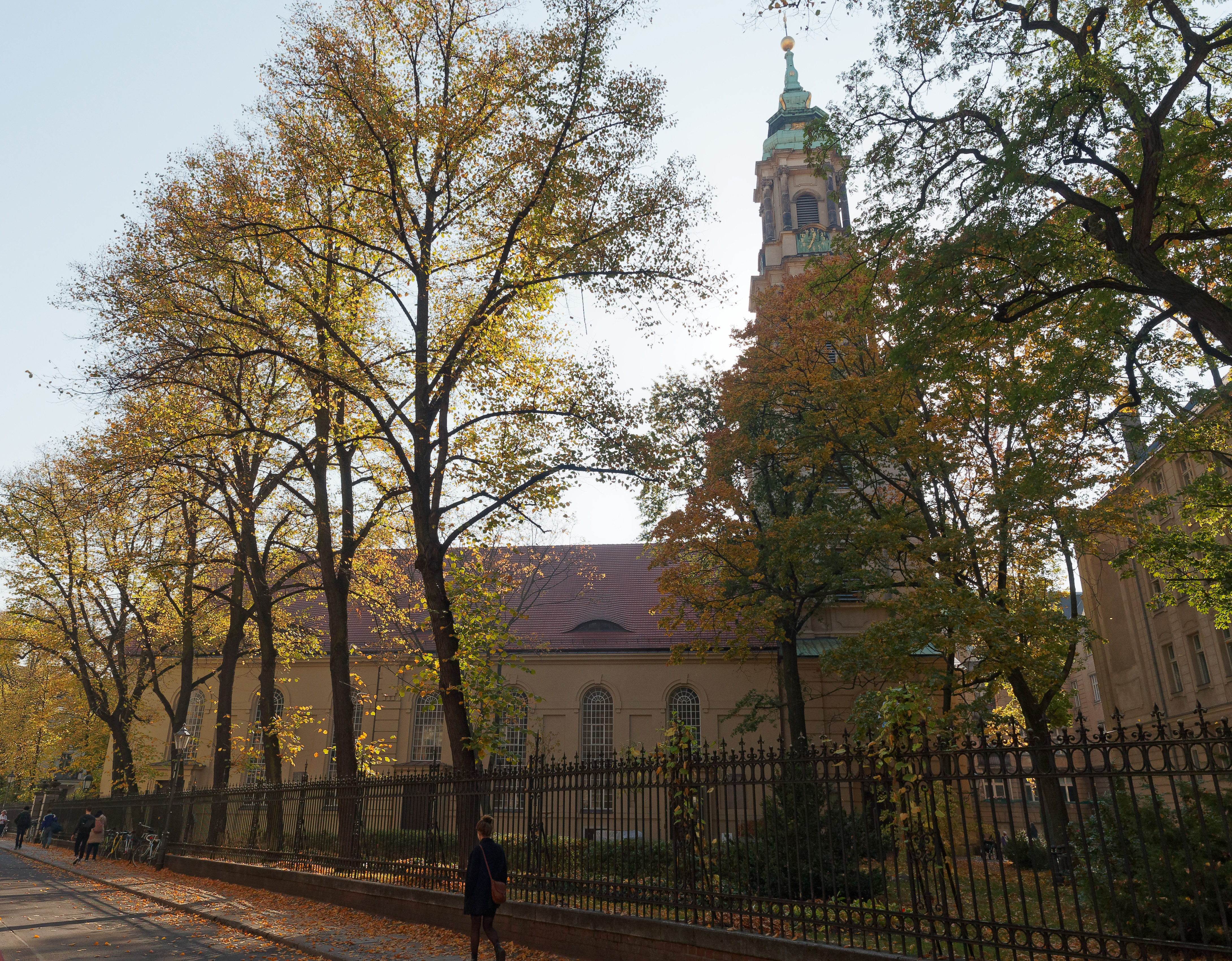
Ansicht von der Sophienstraße

Der filigran gestaltete Westturm ist in der frühen Barockzeit hinzugebaut worden und gilt inzwischen als der einzige erhaltene barocke Kirchturm in Berlin. Er steht auf einem fast quadratischen Unterbau, der sich über drei Geschosse erhebt. Im Erdgeschoss befindet sich das Kirchenportal zwischen Doppel-Pilastern und unter einem Dreiecksgiebel. Die folgenden zwei Geschosse sind durch Wandvorlagen zusammengefasst und über einem sich verkröpfenden Gesims abgeschlossen. An dieser Stelle hält eine Eisenbrüstung den Turm zusammen, die eine aus Stein ersetzt. Schließlich erheben sich darüber zwei Glockengeschosse mit dem dreistimmigen Geläut hinter rundbogigen Schallöffnungen. Eine reich bewegte kupferne Haube mit einer obeliskartigen Spitze bildet den Turmabschluss.
Mauern und Anbauten

Die Fassaden des Kirchengebäudes sind gemauert und verputzt, der Chorseite ist eine Sakristei angebaut. In die Außenmauer der Kirche an der Sakristei sind Erinnerungstafeln für den Dichter Karl Wilhelm Ramler eingefügt – ein Beispiel einer frühklassizistischen Schriftplatte (an der Südseite) – und für die Dichterin Anna Louisa Karsch (an der Nordseite).

### Innenbeschreibung

#### Ausstattung

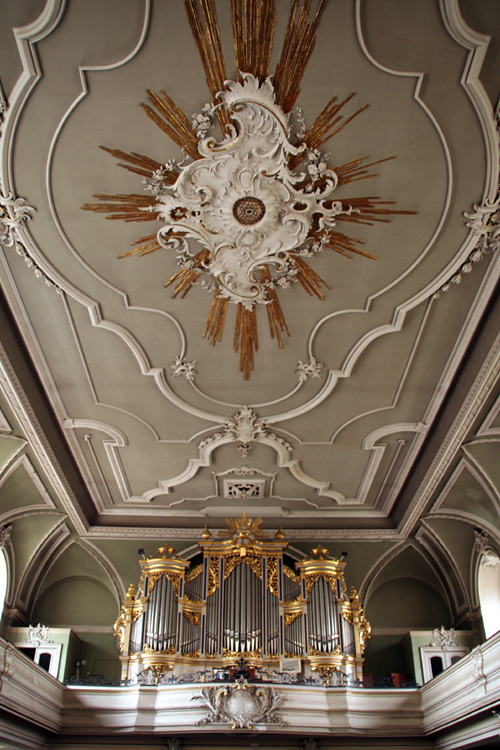
Blick in das Kircheninnere mit Schmuckdecke und Orgel

Der Kirchenraum hat einen rechteckigen Grundriss und bildet sieben Mal drei Achsen.
Taufbecken

Das Taufbecken besteht aus Sandstein, wurde 1741 in der Kirche aufgestellt und ist mit auffälligen Eckvoluten und Engelsköpfen gestaltet. Die runde silberne Taufschale liegt in einer rechteckigen geschwungenen Steinplatte, unter der sich ausgemeißelte Schmuckgirlanden herumwinden.
Kanzel

Die Kanzel steht zu ebener Erde und ist mit einem reich verziertem Schalldeckel (unter anderem mit einer Königskrone) versehen. Sie stammt aus der Bauzeit um 1712, der Kanzelkorb erhebt sich über einer gewundenen steinernen Säule und kann über eine mehrstufige Treppe mit einem schmiedeeisernen Geländer erreicht werden.
Decke, Gestühl und Fenster

Die gerade rechteckige Decke des Hauptschiffs ist mit goldener Rokoko-Ornamentik prachtvoll ausgestaltet. Vom Rand der Decke gehen Vouten in tragende Wandpfeiler auf der Empore über.
Die Kirchenbänke stehen in zwei Reihen im Hauptschiff und lassen einen breiten Mittelgang frei. Jenseits der viereckigen Steinpfeiler für die dreiseitige Empore befinden sich in jedem Seitenschiff noch weitere Sitzgelegenheiten. Die Kirchenfenster sind mehrsprossige Rundbögen, die sich über zwei Geschosse erstrecken.
Liturgische Geräte und Weiteres

Die Sophiengemeinde verfügt über zwei Kelche (Silber vergoldet), eine Weinkanne (um 1750), eine silberne Oblatendose (ebenfalls um 1750) sowie eine silberne Taufkanne.
An den Innenwänden sind elf Porträts früherer Pastoren der Sophiengemeinde aus dem 18.–20. Jahrhundert zu sehen. Zwei Epitaphe mit Inschriften erinnern an die Pfarrer F. Lüderwaldt († 1739) und J. Fritsche († 1746, mit einem von Putten gehaltenen Porträt ausgestattet).

#### Orgel

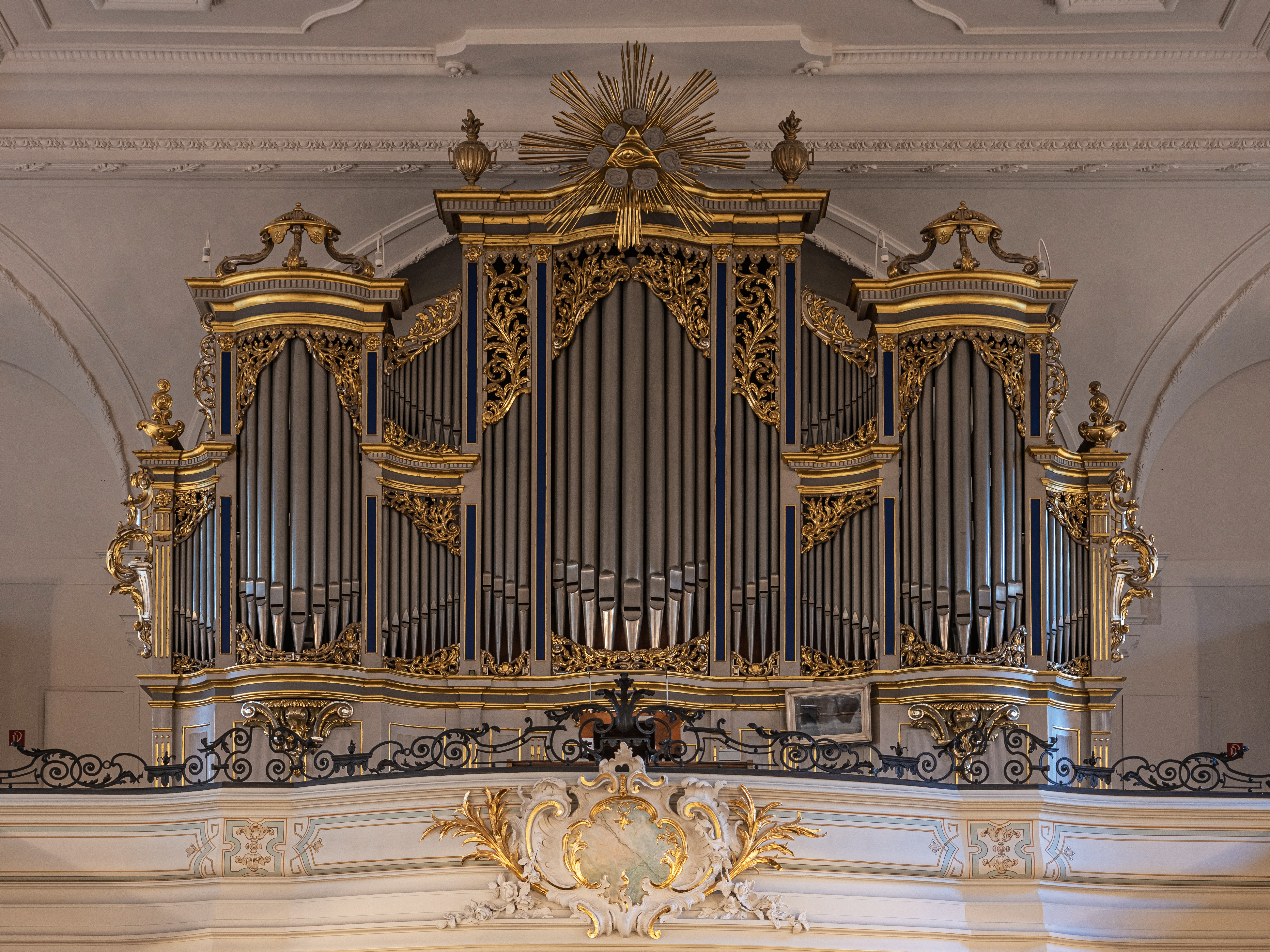
Schuke-Orgel

Die erste Orgel der Sophienkirche wurde in der Werkstatt von Ernst Marx gebaut, 1790 auf der Empore aufgestellt und eingeweiht. Im Jahr 1970 erhielt die Gemeinde einen Orgelneubau von der Firma Alexander Schuke Potsdam Orgelbau.
| I Hauptwerk C–g3 |            |         |
| 01.              | Quintadena | 16′     |
| 02.              | Principal  | 08′     |
| 03.              | Rohrflöte  | 08′     |
| 04.              | Oktave     | 04′     |
| 05.              | Spitzflöte | 04′     |
| 06.              | Nassat     | 02 ⁄3′  |
| 07.              | Oktave     | 02′     |
| 08.              | Mixtur V   | 01 3⁄5′ |
| 09.              | Cymbel III | 01⁄2′   |
| 10.              | Trompete   | 08′     |
|                  | Tremulant  |         |

| II Schwellwerk C–g3 |            |        |
| 11.                 | Gedackt    | 8′     |
| 12.                 | Salicional | 8′     |
| 13.                 | Principal  | 4′     |
| 14.                 | Nachthorn  | 4′     |
| 15.                 | Oktave     | 2′     |
| 16.                 | Blockflöte | 2′     |
| 17.                 | Terz       | 1 3⁄5′ |
| 18.                 | Quinte     | 1 ⁄3′  |
| 19.                 | Sifflöte   | 1′     |
| 20.                 | Scharff IV | 1′     |
| 21.                 | Krummhorn  | 8′     |
|                     | Tremulant  |        |

| Pedal C–f1 |               |        |
| 22.        | Principal     | 16′    |
| 23.        | Subbass       | 16′    |
| 24.        | Principalbass | 08′    |
| 25.        | Gedacktbass   | 08′    |
| 26.        | Choralbass    | 04′    |
| 27.        | Mixtur V      | 02 ⁄3′ |
| 28.        | Posaune       | 16′    |
| 29.        | Trompete      | 08′    |

- Koppeln: II/I, I/P, II/P
- Spielhilfen: 2 Setzerkombinationen

## Besonderheiten
Am 5. November 1989 gründete sich in der Sophienkirche der Ost-Berliner Bezirksverband der SDP. Die Veranstaltung dauerte acht Stunden und wurde von der Staatssicherheit gefilmt. Im September 1990 wurden SDP und SPD an diesem Ort vereinigt.